# Cherryland
Cherryland (anciennement dénommée Hayward North) est une census-designated place (CDP) américaine située dans le comté d'Alameda, en Californie. Bordée par les villes de San Leandro au nord et de Hayward au sud, Cherryland compte 14 728 habitants en 2010.

## Histoire
La majeure partie de la CDP se situe sur un emplacement de 8,9 km2 ayant accueilli le verger de William Meek, considéré comme le premier fermier du comté d'Alameda.
La Meek Mansion (en), une résidence historique de Cherryland, est entretnue conjointement par le Hayward Area Recreation and Park District (en) et la Hayward Area Historical Society (en).

## Géographie
Cherryland se trouve près de la rive est de la baie de San Francisco. D'après le Bureau de recensement des États-Unis, la CDP s'étend sur un territoire d'une superficie de 3,1 km2 et intégralement constitué de terre. La partie nord de Cherryland est traversée par la San Lorenzo Creek (en), qui coule en direction de l'ouest et se jette dans la baie.

## Climat
La région connaît des étés doux et secs, avec des températures mensuelles moyennes n'excédant pas les 71,6 °F (22 °C). D'après la classification de Köppen, le climat de Cherryland est de type supra-méditerranéen (Csb).

## Démographie

### 2000
| 2000   | 2010   | - | - | - | - |
| ------ | ------ | - | - | - | - |
| 13 837 | 14 728 | - | - | - | - |

## Politique et gestion
Cherryland étant une communauté non incorporée, elle est directement gérée par le comté d'Alameda. La sécurité policière de la région est assurée par le Sheriff's Office du comté d'Alameda (en) et par la California Highway Patrol.